# Liga Sudamericana de Clubes 1998
La Liga Sudamericana de Clubes de 1998 fue la tercera edición del primer torneo más importante de básquet en Sudamérica en esos años, dejando -con su aparición- como segunda competición al Campeonato Sudamericano de Clubes Campeones. Participaron 16 equipos provenientes de diez países.
El campeón de esta edición fue Atenas de Córdoba, que retuvo el título que defendía, al vencer en la final al Franca BC de Brasil como visitante y cerrar la serie 2 a 0 a su favor.

## Participantes
| País                   | Equipo                                                       |
| ---------------------- | ------------------------------------------------------------ |
| Argentina 2 cupos + CV | Atenas de Córdoba Boca Juniors Independiente de General Pico |
| Bolivia 1 cupo         | Ingaví                                                       |
| Brasil 2 cupos         | Franca BC Mogi das Cruzes                                    |
| Chile 2 cupos          | Universidad Católica Universidad de Concepción               |
| Colombia 1 cupo        | Leopardos                                                    |
| Ecuador 1 cupo         | Ciudad de Loja                                               |
| Paraguay 1 cupo        | San José de Asunción                                         |
| Perú 1 cupo            | Esofa de Lima                                                |
| Uruguay 2 cupos        | Aguada Cordón                                                |
| Venezuela 2 cupos      | Cocodrilos de Caracas Guaiqueríes de Margarita               |

CV: campeón vigente.

## Modo de disputa
Fase de grupos
Los quince participantes se dividieron en cuatro grupos de cuatro equipos, donde disputaron partidos todos contra todos dentro de su grupo a partido y revancha. Los dos mejores de cada grupo avanzaron a la siguiente fase, la de play-offs.
Play offs
Los ocho clasificados se emparejaron y se enfrentaron a partidos al mejor de tres encuentros. Los ganadores de los duelos avanzaron a las semifinales, al mejor de tres encuentros y los ganadores avanzaron a la final, fase nuevamente al mejor de tres juegos.

## Fase de grupos

### Grupo A
| Pos. | Equipo              | Pts | PJ | PG | PP | PF  | PC  | Dif |
| ---- | ------------------- | --- | -- | -- | -- | --- | --- | --- |
| 1.   | Atenas de Córdoba   | 12  | 6  | 6  | 0  | 598 | 446 | 152 |
| 2.   | San José (Asunción) | 9   | 6  | 3  | 3  | 484 | 535 | –51 |
| 3.   | U. de Concepción    | 8   | 6  | 2  | 4  | 488 | 573 | –85 |
| 4.   | Aguada              | 7   | 6  | 1  | 5  | 520 | 536 | –16 |

|  | Clasificado a la siguiente fase del torneo. |

| 10 de febrero | Universidad Concepción | 71–94 | Atenas de Córdoba |  |  |
|               |                        |       |                   |  |  |
|               |                        |       |                   |  |  |

| 11 de febrero | Aguada | 86–98 | San José (Asunción) |  |  |
|               |        |       |                     |  |  |
|               |        |       |                     |  |  |

| 19 de febrero | San José (Asunción) | 86–78 | Universidad Concepción |  |  |
|               |                     |       |                        |  |  |
|               |                     |       |                        |  |  |

| 20 de febrero | Atenas | 92–78 | Aguada | Córdoba                                |
|               |        |       |        |                                        |
|               |        |       |        | Pabellón: Polideportivo Carlos Cerutti |

| 5 de marzo | San José (Asunción) | 59–88 | Atenas |  |  |
|            |                     |       |        |  |  |
|            |                     |       |        |  |  |

| 5 de marzo | Aguada | 99–72 | Universidad Concepción |  |  |
|            |        |       |                        |  |  |
|            |        |       |                        |  |  |

| 10 de marzo | Aguada | 81–89 | Atenas |  |  |
|             |        |       |        |  |  |
|             |        |       |        |  |  |

| 10 de marzo | Universidad Concepción | 85–81 | San José (Asunción) |  |  |
|             |                        |       |                     |  |  |
|             |                        |       |                     |  |  |

| 17 de marzo | San José (Asunción) | 89–86 | Aguada |  |  |
|             |                     |       |        |  |  |
|             |                     |       |        |  |  |

| 19 de marzo | Atenas | 123–86 | Universidad Concepción | Córdoba                                |
|             |        |        |                        |                                        |
|             |        |        |                        | Pabellón: Polideportivo Carlos Cerutti |

| 25 de marzo | Universidad Concepción | 96–90 | Aguada |  |  |
|             |                        |       |        |  |  |
|             |                        |       |        |  |  |

| 26 de marzo | Atenas | 112–71 | San José (Asunción) | Córdoba                                |
|             |        |        |                     |                                        |
|             |        |        |                     | Pabellón: Polideportivo Carlos Cerutti |

### Grupo B
| Pos. | Equipo                   | Pts | PJ | PG | PP | PF  | PC  | Dif  |
| ---- | ------------------------ | --- | -- | -- | -- | --- | --- | ---- |
| 1.   | Franca BC                | 12  | 6  | 6  | 0  | 680 | 467 | 213  |
| 2.   | Leopardos                | 9   | 6  | 3  | 3  | 552 | 539 | 13   |
| 3.   | Guaiqueríes de Margarita | 8   | 6  | 2  | 4  | 564 | 611 | –47  |
| 4.   | Ciudad de Loja           | 7   | 6  | 1  | 5  | 450 | 629 | –179 |

|  | Clasificado a la siguiente fase del torneo. |

| 4 de febrero | Guaiqueríes de Margarita | 67–88 | Franca BC |  |  |
|              |                          |       |           |  |  |
|              |                          |       |           |  |  |

| 12 de febrero | Leopardos | 93–78 | Ciudad de Loja |  |  |
|               |           |       |                |  |  |
|               |           |       |                |  |  |

| 18 de febrero | Ciudad de Loja | 100–94 | Guaiqueríes de Margarita |  |  |
|               |                |        |                          |  |  |
|               |                |        |                          |  |  |

| 18 de febrero | Franca BC | 116–86 | Leopardos |  |  |
|               |           |        |           |  |  |
|               |           |        |           |  |  |

| 3 de marzo | Ciudad de Loja | 71–103 | Franca BC |  |  |
|            |                |        |           |  |  |
|            |                |        |           |  |  |

| 3 de marzo | Leopardos | 110–86 | Guaiqueríes de Margarita |  |  |
|            |           |        |                          |  |  |
|            |           |        |                          |  |  |

| 5 de marzo | Leopardos | 73–87 | Franca BC |  |  |
|            |           |       |           |  |  |
|            |           |       |           |  |  |

| 10 de marzo | Guaiqueríes de Margarita | 102–74 | Ciudad de Loja |  |  |
|             |                          |        |                |  |  |
|             |                          |        |                |  |  |

| 18 de marzo | Franca BC | 139–114 | Guaiqueríes de Margarita |  |  |
|             |           |         |                          |  |  |
|             |           |         |                          |  |  |

| 19 de marzo | Ciudad de Loja | 71–90 | Leopardos |  |  |
|             |                |       |           |  |  |
|             |                |       |           |  |  |

| 25 de marzo | Franca BC | 147–56 | Ciudad de Loja |  |  |
|             |           |        |                |  |  |
|             |           |        |                |  |  |

| 26 de marzo | Guaiqueríes de Margarita | 101–100 | Leopardos |  |  |
|             |                          |         |           |  |  |
|             |                          |         |           |  |  |

### Grupo C
| Pos. | Equipo               | Pts | PJ | PG | PP | PF  | PC  | Dif  |
| ---- | -------------------- | --- | -- | -- | -- | --- | --- | ---- |
| 1.   | Boca Juniors         | 12  | 6  | 6  | 0  | 733 | 528 | 205  |
| 2.   | Cordón               | 10  | 6  | 4  | 2  | 564 | 535 | 29   |
| 3.   | Universidad Católica | 8   | 6  | 2  | 4  | 537 | 619 | –82  |
| 4.   | Ingaví               | 6   | 6  | 0  | 6  | 501 | 653 | –152 |

|  | Clasificado a la siguiente fase del torneo. |

| 11 de febrero | Ingaví | 71–104 | U. Católica |  |  |
|               |        |        |             |  |  |
|               |        |        |             |  |  |

| 12 de febrero | Boca Juniors | 126–86 | Cordón |  |  |
|               |              |        |        |  |  |
|               |              |        |        |  |  |

| 17 de febrero | U. Católica | 101–143 | Boca Juniors |  |  |
|               |             |         |              |  |  |
|               |             |         |              |  |  |

| 18 de febrero | Cordón | 101–60 | Ingaví |  |  |
|               |        |        |        |  |  |
|               |        |        |        |  |  |

| 3 de marzo | Boca Juniors | 134–104 | Ingaví |  |  |
|            |              |         |        |  |  |
|            |              |         |        |  |  |

|  | U. Católica | 84–87 | Cordón |  |  |
|  |             |       |        |  |  |
|  |             |       |        |  |  |

| 12 de marzo | Boca Juniors | 112–68 | U. Católica |  |  |
|             |              |        |             |  |  |
|             |              |        |             |  |  |

| 12 de marzo | Ingaví | 81–100 | Cordón |  |  |
|             |        |        |        |  |  |
|             |        |        |        |  |  |

| 17 de marzo | U. Católica | 100–96 | Ingaví |  |  |
|             |             |        |        |  |  |
|             |             |        |        |  |  |

| 18 de marzo | Cordón | 80–104 | Boca Juniors |  |  |
|             |        |        |              |  |  |
|             |        |        |              |  |  |

| 24 de marzo | Cordón | 110–80 | U. Católica |  |  |
|             |        |        |             |  |  |
|             |        |        |             |  |  |

| 25 de marzo | Ingaví | 89–114 | Boca Juniors |  |  |
|             |        |        |              |  |  |
|             |        |        |              |  |  |

### Grupo D
| Pos. | Equipo                | Pts | PJ | PG | PP | PF  | PC  | Dif  |
| ---- | --------------------- | --- | -- | -- | -- | --- | --- | ---- |
| 1.   | Independiente (GP)    | 12  | 6  | 6  | 0  | 657 | 479 | 178  |
| 2.   | Mogi Das Cruzes       | 10  | 6  | 4  | 2  | 608 | 509 | 99   |
| 3.   | Cocodrilos de Caracas | 8   | 6  | 2  | 4  | 532 | 553 | –21  |
| 4.   | Esofa de Lima         | 6   | 6  | 0  | 6  | 429 | 685 | –256 |

|  | Clasificado a la siguiente fase del torneo. |

| 11 de febrero | Mogi Das Cruzes | 88–96 | Independiente (GP) |  |  |
|               |                 |       |                    |  |  |
|               |                 |       |                    |  |  |

| 12 de febrero | Esofa | 87–127 | Cocodrilos |                |
|               |       |        |            |                |
|               |       |        |            | Pabellón: Lima |

| 17 de febrero | Cocodrilos | 69–74 | Mogi Das Cruzes | Caracas                          |
|               |            |       |                 |                                  |
|               |            |       |                 | Pabellón: Gimnasio José Beracasa |

| 18 de febrero | Independiente (GP) | 123–62 | Esofa | General Pico                       |
|               |                    |        |       |                                    |
|               |                    |        |       | Pabellón: El Gigante de la Avenida |

| 3 de marzo | Mogi Das Cruzes | 143–85 | Esofa |  |  |
|            |                 |        |       |  |  |
|            |                 |        |       |  |  |

| 4 de marzo | Cocodrilos | 96–103 | Independiente (GP) | Caracas                          |
|            |            |        |                    |                                  |
|            |            |        |                    | Pabellón: Gimnasio José Beracasa |

| 11 de marzo | Mogi Das Cruzes | 98–77 | Cocodrilos |  |  |
|             |                 |       |            |  |  |
|             |                 |       |            |  |  |

| 11 de marzo | Esofa | 61–96 | Independiente (GP) |                |
|             |       |       |                    |                |
|             |       |       |                    | Pabellón: Lima |

| 17 de marzo | Independiente (GP) | 109–106 | Mogi Das Cruzes | General Pico                       |
|             |                    |         |                 |                                    |
|             |                    |         |                 | Pabellón: El Gigante de la Avenida |

| 18 de marzo | Cocodrilos | 97–61 | Esofa | Caracas                          |
|             |            |       |       |                                  |
|             |            |       |       | Pabellón: Gimnasio José Beracasa |

| 24 de marzo | Esofa | 73–99 | Mogi Das Cruzes |                |
|             |       |       |                 |                |
|             |       |       |                 | Pabellón: Lima |

| 24 de marzo | Independiente (GP) | 130–66 | Cocodrilos | General Pico                       |
|             |                    |        |            |                                    |
|             |                    |        |            | Pabellón: El Gigante de la Avenida |

## Play offs
|  | Cuartos de final          | Cuartos de final          | Cuartos de final          | Cuartos de final          |    |              | Semifinales       | Semifinales       | Semifinales       | Semifinales       |  |           | Final          | Final          | Final          | Final          |  |
|  | 31 de marzo al 8 de abril | 31 de marzo al 8 de abril | 31 de marzo al 8 de abril | 31 de marzo al 8 de abril |    |              | 15 al 23 de abril | 15 al 23 de abril | 15 al 23 de abril | 15 al 23 de abril |  |           | 6 y 12 de mayo | 6 y 12 de mayo | 6 y 12 de mayo | 6 y 12 de mayo |  |
|  |                           |                           |                           |                           |    |              |                   |                   |                   |                   |  |           |                |                |                |                |  |
|  |                           |                           |                           |                           |    |              |                   |                   |                   |                   |  |           |                |                |                |                |  |
|  | Franca BC                 | 78                        | 101                       | —                         |    |              |                   |                   |                   |                   |  |           |                |                |                |                |  |
|  | Franca BC                 | 78                        | 101                       | —                         |    |              |                   |                   |                   |                   |  |           |                |                |                |                |  |
|  | Mogi Das Cruzes           | 77                        | 96                        | —                         |    |              |                   |                   |                   |                   |  |           |                |                |                |                |  |
|  | Mogi Das Cruzes           | 77                        | 96                        | —                         |    | Franca BC    | 74                | 109               | 87                |                   |  |           |                |                |                |                |  |
|  |                           |                           |                           |                           |    | Franca BC    | 74                | 109               | 87                |                   |  |           |                |                |                |                |  |
|  |                           |                           | Independiente (GP)        | 96                        | 82 | 71           |                   |                   |                   |                   |  |           |                |                |                |                |  |
|  | Independiente (GP)        | 119                       | Independiente (GP)        | 96                        | 82 | 71           | 125               | —                 |                   |                   |  |           |                |                |                |                |  |
|  | Independiente (GP)        | 119                       |                           |                           |    |              |                   |                   |                   |                   |  |           |                |                |                |                |  |
|  | Leopardos                 | 104                       | 93                        | —                         |    |              |                   |                   |                   |                   |  |           |                |                |                |                |  |
|  | Leopardos                 | 104                       | 93                        | —                         |    |              |                   |                   |                   |                   |  | Franca BC | 62             | 75             | —              |                |  |
|  |                           |                           |                           |                           |    |              |                   |                   |                   |                   |  | Franca BC | 62             | 75             | —              |                |  |
|  |                           |                           | Atenas                    | 88                        | 78 | —            |                   |                   |                   |                   |  |           |                |                |                |                |  |
|  | Boca Juniors              | 100                       | Atenas                    | 88                        | 78 | —            | 70                | —                 |                   |                   |  |           |                |                |                |                |  |
|  | Boca Juniors              | 100                       |                           |                           |    |              |                   |                   |                   |                   |  |           |                |                |                |                |  |
|  | San José (A)              | 73                        | 55                        | —                         |    |              |                   |                   |                   |                   |  |           |                |                |                |                |  |
|  | San José (A)              | 73                        | 55                        | —                         |    | Boca Juniors | 71                | 76                | 59                |                   |  |           |                |                |                |                |  |
|  |                           |                           |                           |                           |    | Boca Juniors | 71                | 76                | 59                |                   |  |           |                |                |                |                |  |
|  |                           |                           | Atenas                    | 77                        | 59 | 69           |                   |                   |                   |                   |  |           |                |                |                |                |  |
|  | Atenas                    | 90                        | Atenas                    | 77                        | 59 | 69           | 80                | —                 |                   |                   |  |           |                |                |                |                |  |
|  | Atenas                    | 90                        |                           |                           |    |              |                   |                   |                   |                   |  |           |                |                |                |                |  |
|  | Cordón                    | 78                        | 70                        | —                         |    |              |                   |                   |                   |                   |  |           |                |                |                |                |  |
|  | Cordón                    | 78                        | 70                        | —                         |    |              |                   |                   |                   |                   |  |           |                |                |                |                |  |
|  |                           |                           |                           |                           |    |              |                   |                   |                   |                   |  |           |                |                |                |                |  |

Nota: el equipo ubicado en la primera linea tuvo ventaja de localía en los enfrentamientos.

### Cuartos de final
Franca BC - Mogi Das Cruzes
| 1 de abril   | Mogi das Cruzes | 77–78 | Franca BC |  |  |  |
|              |                 |       |           |  |  |  |
|              |                 |       |           |  |  |  |
| Serie: 0 - 1 |                 |       |           |  |  |  |
|              |                 |       |           |  |  |  |

| 7 de abril   | Franca BC | 101–96 | Mogi das Cruzes |  |  |  |
|              |           |        |                 |  |  |  |
|              |           |        |                 |  |  |  |
| Serie: 2 - 0 |           |        |                 |  |  |  |
|              |           |        |                 |  |  |  |

Independiente (General Pico) - Leopardos
| 1 de abril   | Leopardos | 104–119 | Independiente (GP) |  |  |  |
|              |           |         |                    |  |  |  |
|              |           |         |                    |  |  |  |
| Serie: 0 - 1 |           |         |                    |  |  |  |
|              |           |         |                    |  |  |  |

| 7 de abril   | Independiente (GP) | 125–93 | Leopardos | General Pico                    |  |  |
|              |                    |        |           |                                 |  |  |
|              |                    |        |           | Pabellón: Gigante de la Avenida |  |  |
| Serie: 2 - 0 |                    |        |           |                                 |  |  |
|              |                    |        |           |                                 |  |  |

Boca Juniors - San José (Asunción)
| 2 de abril   | San José (A) | 73–100 | Boca Juniors |  |  |  |
|              |              |        |              |  |  |  |
|              |              |        |              |  |  |  |
| Serie: 0 - 1 |              |        |              |  |  |  |
|              |              |        |              |  |  |  |

| 8 de abril   | Boca Juniors | 70–55 | San José (A) | Ciudad de Buenos Aires            |  |  |
|              |              |       |              |                                   |  |  |
|              |              |       |              | Pabellón: Microestadio Luis Conde |  |  |
| Serie: 2 - 0 |              |       |              |                                   |  |  |
|              |              |       |              |                                   |  |  |

Atenas de Córdoba - Cordón
| 31 de marzo  | Cordón | 78–90 | Atenas |  |  |  |
|              |        |       |        |  |  |  |
|              |        |       |        |  |  |  |
| Serie: 0 - 1 |        |       |        |  |  |  |
|              |        |       |        |  |  |  |

| 6 de abril   | Atenas | 80–70 | Cordón | Córdoba                                |  |  |
|              |        |       |        |                                        |  |  |
|              |        |       |        | Pabellón: Polideportivo Carlos Cerutti |  |  |
| Serie: 2 - 0 |        |       |        |                                        |  |  |
|              |        |       |        |                                        |  |  |

### Semifinales
Franca BC - Independiente (General Pico)
| 15 de abril  | Independiente (GP) | 96–74 | Franca BC | General Pico                    |  |  |
|              |                    |       |           |                                 |  |  |
|              |                    |       |           | Pabellón: Gigante de la Avenida |  |  |
| Serie: 1 - 0 |                    |       |           |                                 |  |  |
|              |                    |       |           |                                 |  |  |

| 22 de abril  | Franca BC | 109–82 | Independiente (GP) |                  |  |  |
|              |           |        |                    |                  |  |  |
|              |           |        |                    | Pabellón: Franca |  |  |
| Serie: 1 - 1 |           |        |                    |                  |  |  |
|              |           |        |                    |                  |  |  |

| 23 de abril  | Franca BC | 87–71 | Independiente (GP) |                  |  |  |
|              |           |       |                    |                  |  |  |
|              |           |       |                    | Pabellón: Franca |  |  |
| Serie: 2 - 1 |           |       |                    |                  |  |  |
|              |           |       |                    |                  |  |  |

Boca Juniors - Atenas de Córdoba
| 15 de abril  | Atenas | 77–71 | Boca Juniors | Córdoba                                |  |  |
|              |        |       |              |                                        |  |  |
|              |        |       |              | Pabellón: Polideportivo Carlos Cerutti |  |  |
| Serie: 1 - 0 |        |       |              |                                        |  |  |
|              |        |       |              |                                        |  |  |

| 21 de abril  | Boca Juniors | 76–59 | Atenas | Ciudad de Buenos Aires            |  |  |
|              |              |       |        |                                   |  |  |
|              |              |       |        | Pabellón: Microestadio Luis Conde |  |  |
| Serie: 1 - 1 |              |       |        |                                   |  |  |
|              |              |       |        |                                   |  |  |

| 23 de abril  | Boca Juniors | 59–69 | Atenas | Ciudad de Buenos Aires            |  |  |
|              |              |       |        |                                   |  |  |
|              |              |       |        | Pabellón: Microestadio Luis Conde |  |  |
| Serie: 1 - 2 |              |       |        |                                   |  |  |
|              |              |       |        |                                   |  |  |

### Final
Franca BC - Atenas de Córdoba
| 6 de mayo    | Atenas | 88–62 | Franca BC | Córdoba                                |  |  |
|              |        |       |           |                                        |  |  |
|              |        |       |           | Pabellón: Polideportivo Carlos Cerutti |  |  |
| Serie: 1 - 0 |        |       |           |                                        |  |  |
|              |        |       |           |                                        |  |  |

| 12 de mayo   | Franca BC | 75–78 | Atenas |                  |  |  |
|              |           |       |        |                  |  |  |
|              |           |       |        | Pabellón: Franca |  |  |
| Serie: 0 - 2 |           |       |        |                  |  |  |
|              |           |       |        |                  |  |  |

Atenas de Córdoba

Campeón

Segundo título

## Plantel campeón
Referencia.
- Darrell Anderson
- Héctor Campana
- Steve Edwards
- Bruno Labaque
- Marcelo Milanesio
- Fabricio Oberto
- Diego Osella
- Leandro Palladino
- Andrés Pelussi
- Guillermo Riofrío
- Patricio Prato

DT: Rubén Magnano.